# GSC3619-1422
GSC3619-1422 — хімічно пекулярна зоря спектрального класу A2, що має видиму зоряну величину в смузі V приблизно 10,9.